# Cruz de Santo Domingo (Cuéllar)

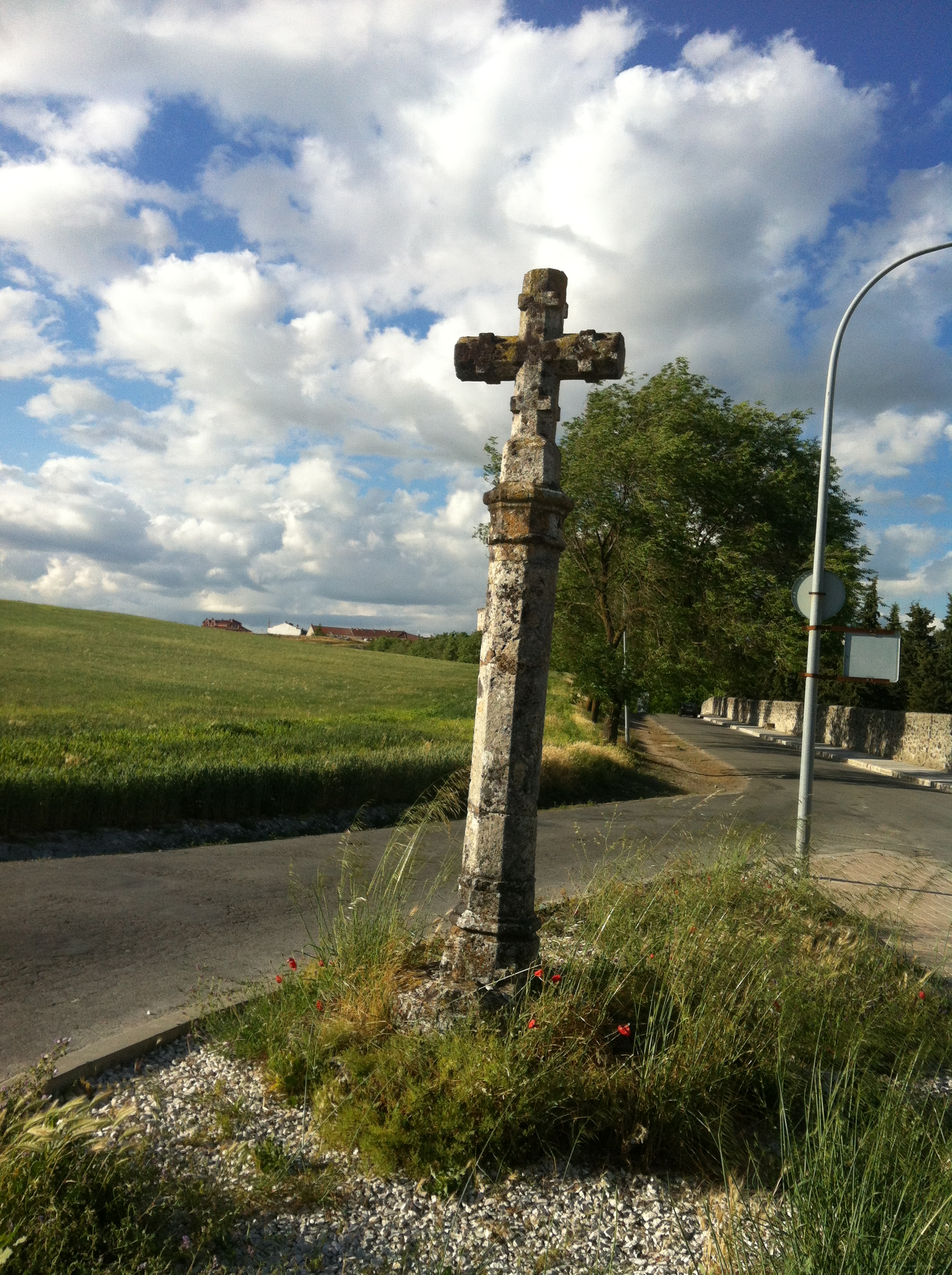
Cruz de Santo Domingo en Cuéllar.

La cruz de Santo Domingo es un crucero de piedra ubicado en el camino de Santo Domingo de la villa segoviana de Cuéllar (Castilla y León).
Fue colocada en recuerdo de la iglesia de Santo Domingo, que se encontraba en las inmediaciones, junto a la Huerta del Duque, coto de caza del castillo de Cuéllar, en el camino presidido por el torreón de Santo Domingo. Se trata de un monumento del siglo XVI, compuesto por una cruz griega y flordelisada, que recuerda a la de la Orden de Santo Domingo, sobre una plataforma circular de sillares. Hasta ella llega la primera de las procesiones que tienen lugar en Cuéllar durante las celebraciones de la Semana Santa en Cuéllar, el Viernes de Dolores.
Como toda cruz de término, tiene declaración genérica como Bien de Interés Cultural, pese a no contar con anotación ministerial, pues ni está inscrita en el catálogo ni tiene expediente.